# 东里寨
23°10′55″N 116°29′48″E / 23.18189°N 116.49680°E
东里寨，位于中国广东省汕头市潮南区陇田镇东仙村，现为潮南区文物保护单位，类型为古建筑，公布时间为2001年3月2日。

## 特点
东里寨的历史年代为清代。其主要建筑为多壁连中的“七壁连”。乾隆二十八年（1763年），当地航海商人郑毓宗筹建，占地1万多平方米，寨四周有113米、厚0.7米的寨墙，四角建有更楼，共有北、东、西三门。